# Salrom
Salrom (Societatea Națională a Sării) este o companie care este singurul producător de sare din România.
Societatea Națională a Sării a fost înființată în anul 1997 prin reorganizarea fostei Regii Autonome a Sării București, având în prezent șapte sucursale în țară.
Acțiunile companiei sunt deținute în proporție de 51% de către statul român prin Ministerul Economiei și 49% de către Fondul Proprietatea.
Principalele produse ale Salrom sunt sarea (gemă, soluție, recristalizată) și calcarul.
Societatea Națională a Sării are șapte sucursale: Slănic, Râmnicu Vâlcea, Salina Târgu Ocna, Salina Praid, Salina Cacica, Salina Ocna Dej, Salina Ocna Mureș..
Sare în soluție (saramură) a fost sau este exploatată prin sonde de adȃncime la Slănic, Râmnicu Vâlcea, Târgu Ocna, Cacica și Ocna Mureș.
În anul 2009 producția totală de sare a Societății Naționale a Sării a fost de 2 milioane tone
iar în 2011 a fost de 2,4 milioane de tone.
În anul 1989, producția de sare a fost de 5 milioane de tone.
Cifra de afaceri:
- 2011: 66,1 milioane euro[3]
- 2005: 40,3 milioane euro[2]

## Poziționarea pe piață
Salrom este singurul producător de sare autorizat din România. Profitul net realizat de Societatea Națională a Sării în anul 2013 a fost de 38,7 milioane lei, iar cifra de afaceri s-a ridicat la 308,3 milioane lei.
Principalul cumpărător al sării geme este Compania Națională de Drumuri și Autostrăzi din România, pentru care iarna sunt livrate zilnic 1.000-1.500 de tone Există și alte companii de pe piața internă care folosesc sarea cumpărată de aici, cu același scop (în perioada de iarnă 80% din sarea extrasă la Târgu Ocna fiind dirijată în exclusivitate pentru dezghețarea drumurilor).
Circa 70 % din producția de sare de la Târgu Ocna este destinată industriei, diferența reprezentând sare de consum. Sarea sub formă de soluție, extrasă prin intermediu sondelor, ajunge la Chimcomplex. Procesul de dizolvare cinetică este folosit și la Salina Cacica și Salina Ocna Mureș. Alte saline din România unde produsele de extracție au fost destinate să ajungă ca materie primă la combinatele învecinate, sunt la Salinele Ocna Mureș și Râmnicu Vâlcea.
Sarea de masă la Târgu Ocna (și în general sarea de masă produsă la nivelul sucursalelor Salrom) este concurată pe plan intern de sare mai ieftină dar mai de proastă calitate din Ucraina, precum și de sarea de mare adusă în special din Egipt și Tunisia, iar sarea industrială de importuri din Italia, Germania, Grecia, Marea Britanie, Franța și Japonia.
Compania oferă reduceri de preț celor care achiziționează cantități mari de sare alimentară, precum și discounturi de 10-15 % dacă sarea folosită la drumuri este achiziționată în perioada de vară.
Mare parte din sarea extrasă din locațiile Salrom  ajunge la combinatul BorsodChem RT (Ungaria) –350.000 de tone, la combinatul Fortischem (Slovacia) –110.000 tone. Salrom deține circa 60 % din piața sării de drumuri din Ungaria, 40-50 % din piața de profil a Slovaciei, 30 % din cea din Serbia. Activitatea de export a sucursalei se face numai prin serviciile specializate ale Societății Naționale a Sării. Dacă în anul 2001 doar mai puțin de 1 % din sarea de la Târgu Ocna ajungea la export, în anul 2015 5 % din sarea gemă extrasă aici lua aceeași cale. Pe plan extern, concurența la sarea de masă vine în special din partea sării de mare și se manifestă mai ales în țările vecine României, cu predilecție în Republica Moldova, Bulgaria si Serbia. Principala varietate de sare exportată era în anul 2011 reprezentată însă de bulgarii de sare pentru zootehnie și de brichete de sare de 5 kg, pentru consumul animalier.
Pe lângă sucursala de la Târgu Ocna mai există saline în România:
- deschise circuitului turistic pentru vizitare la:  Praid, Turda, Slănic Prahova, Cacica, Ocnele Mari și, doar pentru grupuri organizate Ocna Dej.[11]
- în scopuri medicale Mina „Unirea” de la Salina Slanic Prahova[12] și baza de la Salina Turda.[13]

### Saline active (2024)
- Salina Slănic
- Salina Târgu Ocna
- Salina Ocnele Mari
- Salina Cacica
- Salina Praid
- Salina Ocna Dej
- Salina Ocna Mureș

### Saline abandonate
- Salina Turda
- Salina Coștiui
- Salina Ocna Șugatag
- Salina Rona de Sus
- Salina Ocna Sibiului
- Comuna Cojocna, Cluj
- Comuna Sic, Cluj
- Salina Doftana